# زردستان
زردستان، روستایی از توابع بخش بومهن شهرستان پردیس در استان تهران ایران است.

## جمعیت
این روستا در دهستان سیاهرود قرار دارد و براساس سرشماری مرکز آمار ایران در سال ۱۳۸۵، جمعیت آن ۳۸ نفر (۱۱خانوار) بوده‌است.